# Joseph F. Smith
Pour les articles homonymes, voir Joseph Smith (homonymie) et Smith.
Joseph Fielding Smith Sr., né le 13 novembre 1838 à Far West (Missouri) et mort le 19 novembre 1918 à Salt Lake City (Utah), est un chef religieux américain. Il est le 6e président de l'Église de Jésus-Christ des saints des derniers jours de 1901 à sa mort.
Fils de Hyrum Smith, il était le neveu de Joseph Smith, fondateur de l'Église, et ainsi que le cousin germain de Joseph Smith III, président de la Communauté du Christ et rival de l'Église de Jésus-Christ des saints des derniers jours. 
Il est le deuxième membre de la famille Smith à diriger l'Église.

## Enfance et jeunesse
Joseph F. Smith naît en 1838, à l'apogée des persécutions du Missouri à l'encontre des saints des derniers jours, dans une petite cabane près de l'emplacement du temple à Far West. Au moment de sa naissance, son père, Hyrum Smith, est en prison à Richmond (Missouri) et sa mère, Mary Fielding Smith, est seule pour s'occuper de ses enfants. Le jeune Joseph quitte avec sa famille le Missouri pour s'installer à Nauvoo, où se produit le meurtre de son père et de son oncle, Joseph Smith, à la prison de Carthage (Illinois). Il décrira cet évènement : 'J'ai vu son corps sans vie avec celui de mon père après qu'ils eurent été assassinés dans la prison de Carthage; et j’ai encore un souvenir tangible de la mélancolie et de la peine éprouvées pendant ces jours épouvantables' 
En automne 1846 sa famille est de nouveau chassée de sa maison et Joseph F. Smith traverse la rivière du Missouri pour commencer son voyage avec sa mère à travers les plaines vers l’Utah. Lorsque Mary Fielding Smith et sa famille se joignent à l'exode de Nauvoo, Joseph, sept ans, est le conducteur d'un des chariots. En septembre 1848, sa famille arriva finalement dans la vallée du Lac salé. Plus tard, à l’âge de 13 ans, Joseph F. Smith est baptisé. Cinq mois après son baptême, sa mère meurt, ce qui le laisse orphelin.

## Missions et service militaire
Il n'a pas encore seize ans quand il part en mission aux îles Sandwich (appelées plus tard îles Hawaï). Dans les trois mois qui suivent son arrivée à Honolulu, il parle couramment la langue des indigènes. Au sujet de cette expérience précoce il écrira :
Ils [Les Hawaïens] avaient des coutumes différentes de toutes celles que j'avais connues auparavant, et leur nourriture, leurs vêtements et leurs maisons et tout le reste, étaient nouveaux et étranges pour moi .... Cet isolement du monde continua pendant trois mois, mais l'histoire de cette brève période de ma vie est vraiment difficile à raconter. J'avais amplement le temps de sentir le Seigneur et de me dédier à Lui avec toute mon âme 
Il retourne en Utah qu'il trouve au milieu d'un conflit sérieux avec le gouvernement fédéral (Guerre d'Utah). En 1858, Joseph F. Smith rejoint l'armée territoriale nommée la Légion de Nauvoo et passe plusieurs mois en patrouille à l'est des Montagnes Rocheuses. Plus tard au cours de son service, il sert dans le régiment du colonel Heber C. Kimball, avec le grade de capitaine. Une fois les tensions entre l'Église et le gouvernement fédéral apaisées, Joseph F. Smith aide ses parents dans leur retour vers le nord de l'Utah depuis les zones sud de l'Utah, où ils avaient mis leurs familles en sécurité.
À vingt et un ans, il part faire une deuxième mission, cette fois de trois ans dans les îles Britanniques. À son retour en 1863, il est de nouveau appelé à remplir une mission à Hawaï.

## Apostolat
En 1866, lorsqu'il a 28 ans, Brigham Young l'ordonne apôtre. Au cours des années qui suivent, il sera conseiller de quatre présidents de l'Église : Brigham Young, John Taylor, Wilford Woodruff et Lorenzo Snow. À la mort de Lorenzo Snow, en octobre 1901, Joseph F. Smith devint le sixième président de l'Église, à 62 ans.
À partir de cette période, sous sa direction en tant que président de l'Église de Jésus-Christ des saints des derniers jours, l'Église commence à faire l'acquisition de ses sites historiques tels que la prison de Carthage, une partie de la surface du temple à Indépendance dans le Missouri, le lieu de naissance de Joseph Smith, le Bosquet sacré la ferme de famille de Joseph Smith père.
Joseph F. Smith supervise la construction du temple d'Alberta au Canada et du temple de Hawaï.
Il rédige également la révélation que l’on trouve maintenant dans Doctrine et Alliances 138.

## Visites en Europe
Joseph F. Smith est le premier à être nommé président de la mission européenne. Il est également le premier président de l'Église à visiter l'Europe.
Lors d'une conférence tenue à Berne en Suisse en 1906, le président Smith déclare : « Le temps viendra où ce pays sera parsemé de temples où vous pourrez aller sauver vos parents décédés ». Presque un siècle et demi plus tard, le premier temple de l'Église en Europe, le temple de Suisse, est consacré dans un faubourg de la ville, à Zollikofen. Le président Smith consacre, en 1913, le terrain d'un temple à Cardston (Alberta, Canada) et en 1915, celui d'un temple à Hawaï.

## Ouvrages
Les sermons et les écrits de Joseph F. Smith sont compilés en un volume intitulé Doctrine de l'Évangile, devenu un grand classique sur la doctrine de l'Église de Jésus-Christ des saints des derniers jours.

## Résumé historique

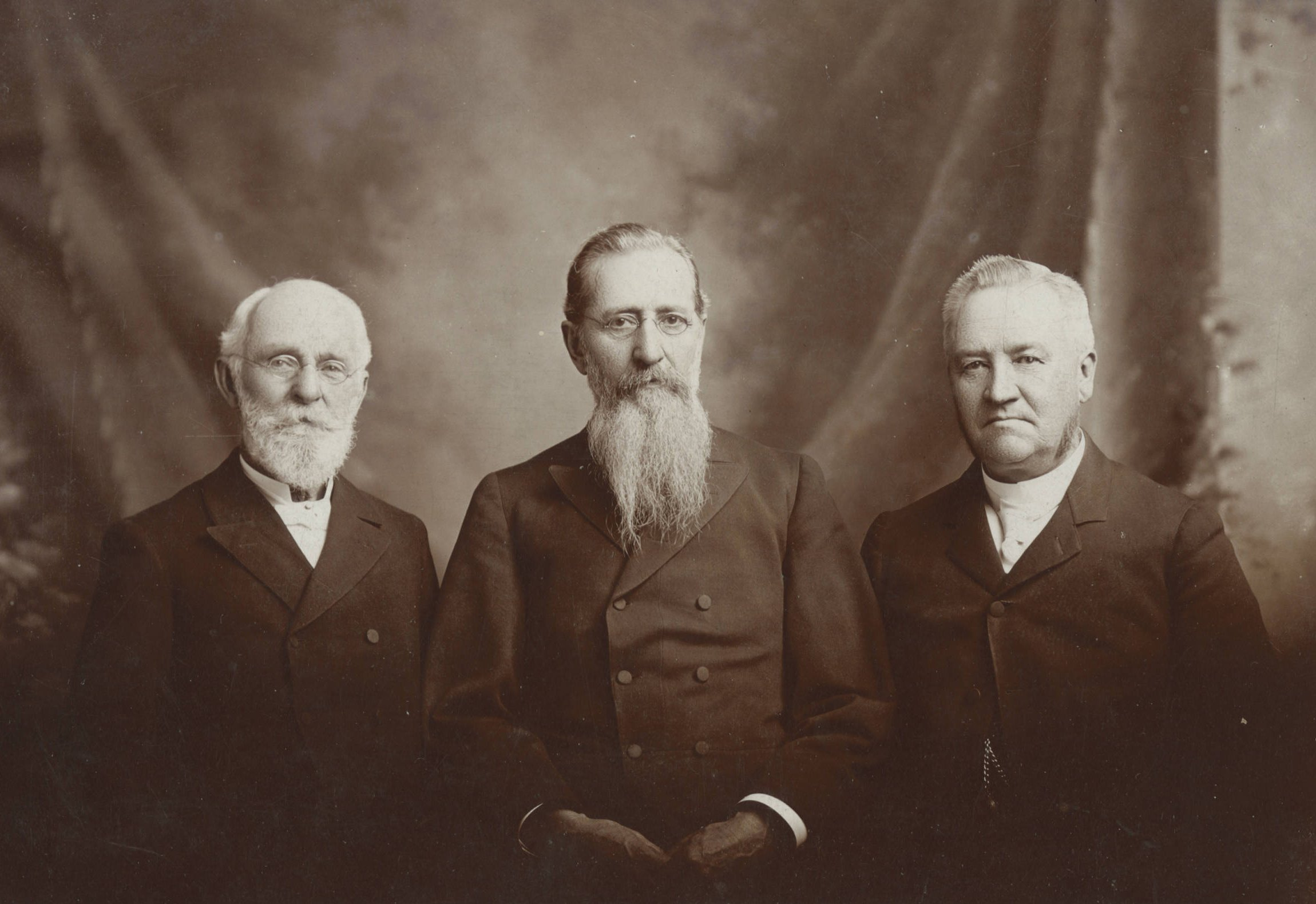
Première Présidence en 1905 - Joseph F. Smith au centre, John R. Winder, Anthon Hendrik Lund

- 1854-1857 - est missionnaire dans les îles Sandwich (Hawaii)
- 1860-1863 - est missionnaire en Grande-Bretagne
- 1864 - est missionnaire à Hawaii avec Ezra T. Benson et Lorenzo Snow
- 1865-1866, 1867-1870, 1872, 1874, 1880, 1882 - est membre du corps législatif territorial d'Utah
- 1866 - est ordonné apôtre et conseiller dans la Première Présidence
- 1867 - est mis à part comme membre du Collège des douze apôtres
- 1874-1875, 1877 - est deux fois président de la mission européenne
- 1880 - est soutenu comme deuxième conseiller du président John Taylor
- 1889 - est soutenu comme deuxième conseiller du président Wilford Woodruff
- 1898 - est soutenu comme deuxième conseiller du président Lorenzo Snow
- 1901 - est ordonné et mis à part comme président de l'Église de Jésus-Christ des saints des derniers jours
- 1913 - consacre l'emplacement du temple d'Alberta, au Canada
- 1915 - consacre l'emplacement du temple de Hawaii

## Mariages

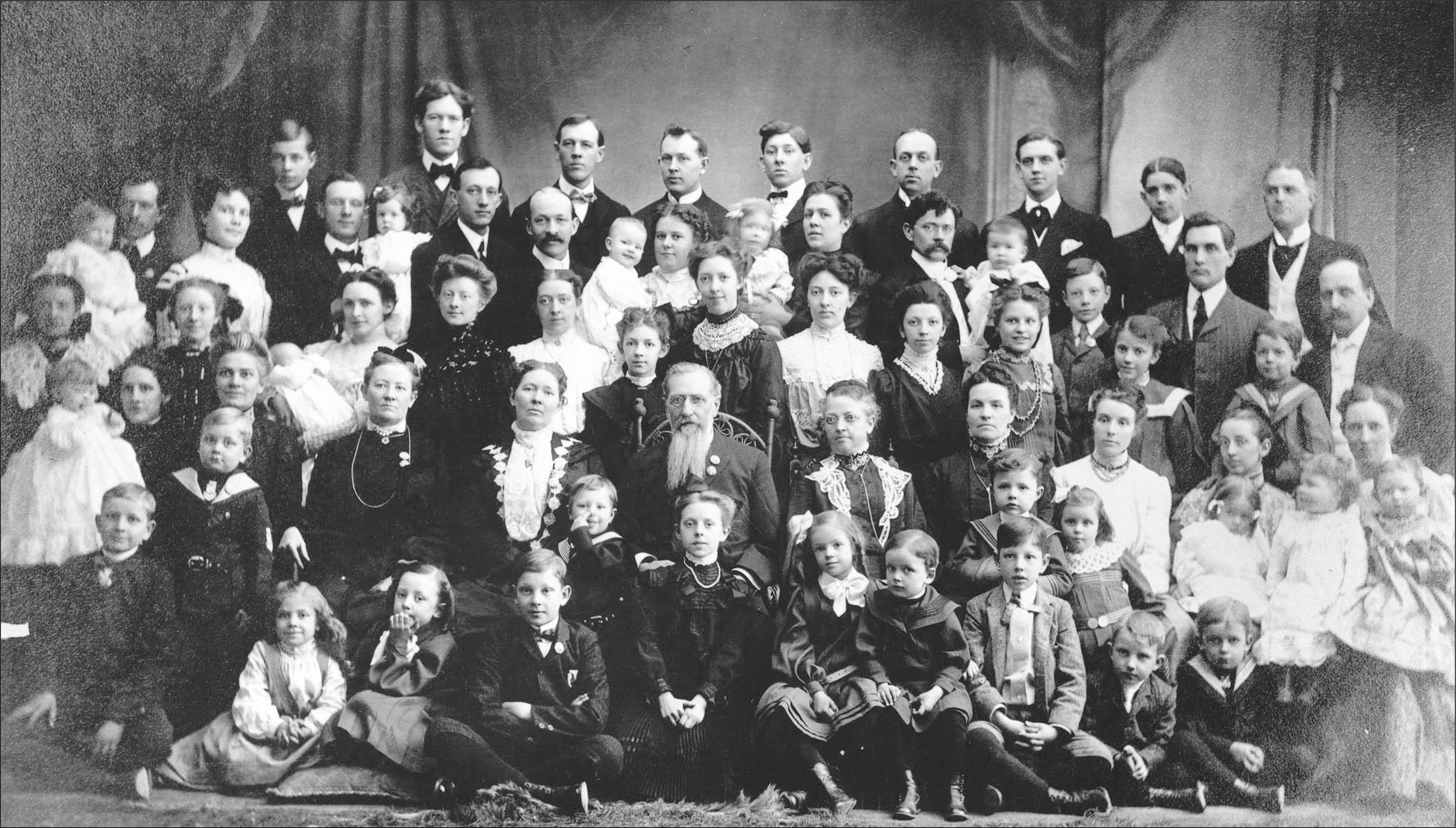
Joseph F. Smith, avec ses épouses et ses enfants.

En 1859, à 21 ans, Joseph F. Smith épouse sa cousine de 16 ans, Levira, fille de Samuel Harrison Smith. En 1866, sous la direction du président Brigham Young et avec le consentement de Levira, Joseph F. Smith épouse aussi Julina Lambson en mariage plural. Levira, « en raison de l'intervention de la part de parents et de l'absence continue de son mari dans le champ de la mission et de ses charges ecclésiastiques » obtint le divorce. Plus tard, Joseph F. Smith épouse Sarah Ellen Richards (en 1868), Edna Lambson (en 1871), Alice Ann Kimball (en 1883), et Mary Taylor Schwartz (en 1884), fille de Agnes Taylor et nièce du président John Taylor. Il sera le père de quarante-trois enfants, dont treize le précèderont dans la mort. Son premier fils, né de sa femme Edna Lambson, est Hyrum Mack Smith qui servira en tant qu'apôtre de l'Église de 1901 jusqu'à sa mort en 1918. Son premier fils de Julina Lambson, Joseph Fielding Smith fils servira plus tard lui aussi comme président de l'Église. Entre 1890 et 1900, Joseph F. Smith a d'autres enfants, dont six (sur sept au total) avec Mary Taylor Schwartz et quatre avec son épouse Alice Ann Kimball (1858-1946), fille de Heber C. Kimball et Ann Alice Gheen. Le frère jumeau de Alice Ann est Andrew Kimball, père du douzième président de l'Église, Spencer W. Kimball. Les enfants sont Lucy Mack Smith, Andrew Kimball Smith, Jesse Kimball Smith et Fielding Kimball Smith.
L'une de ses petites filles, Amelia Smith épousera Bruce R. McConkie, futur membre du collège des douze apôtres.

## Citations
- Aucun homme ne marchera à la tête du peuple de Dieu ni de son œuvre ; Dieu peut choisir des hommes et les faire devenir instruments entre ses mains pour accomplir ses buts, mais la gloire et l’honneur et le pouvoir seront dus au Père, en qui reste la sagesse et la puissance pour guider son peuple et prendre soin de sa Sion. Je ne suis pas en train de marcher à la tête de l'Église de Jésus-Christ, ni à la tête des saints des derniers jours, et je veux que cela soit bien compris. Aucun homme ne le fait... Souvenez-vous que Dieu guide son œuvre. C'est la sienne. Ce n'est pas l'œuvre d'un homme. Si elle avait été l'œuvre de Joseph Smith, ou de Brigham Young, ou de John Taylor, de Wilford Woodruff ou de Lorenzo Snow, elle n'aurait pas enduré les épreuves auxquelles elle a été soumise.[3]
- Le mariage préserve la race humaine. Sans lui, les desseins de Dieu avorteraient ; la vertu serait détruite pour donner place au vice et à la corruption, et le monde serait mort et vide.[4]
- Il ne peut y avoir de bonheur authentique loin du foyer, et chaque effort fait pour sanctifier et préserver son influence édifie ceux qui travaillent durement et qui se sacrifient pour son établissement... Il n'y a aucun bonheur sans service, et il n'y a aucun service plus grand que celui qui transforme le foyer en une institution divine, et qui encourage et préserve la vie familiale. [4]